# Campeonato Carioca de Futebol de 1997 - Terceira Divisão
O Campeonato Carioca da Terceira Divisão de 1997 foi uma edição da terceira divisão do campeonato estadual de futebol profissional do Rio de Janeiro. A competição foi organizada pela Federação de Futebol do Estado do Rio de Janeiro (FERJ).
Ao final do campeonato, sagrou-se campeão a equipe do Rio de Janeiro (atual CFZ) e vice-campeão a Cabofriense.

## Participantes
- Associação Desportiva Cabofriense, de (Cabo Frio)
- Esporte Clube Cascatinha, de (Petrópolis)
- Associação Atlética Colúmbia, de (Duque de Caxias)
- Duquecaxiense Futebol Clube, de (Duque de Caxias)
- Grêmio Esportivo Km 49, de (Seropédica)
- Opção Futebol Clube, do (Rio de Janeiro)
- Queimados Futebol Clube de (Queimados)
- Real Esporte Clube, de (Angra dos Reis)
- Raiz da Gávea Esporte Clube, da (Rocinha, Rio de Janeiro)
- Rio de Janeiro Futebol Clube, do (Recreio, Rio de Janeiro)
- Rodoviário Piraí Futebol Clube, de (Piraí)